# Onthophagus robertopoggii
Onthophagus robertopoggii là một loài bọ cánh cứng trong họ Bọ hung (Scarabaeidae).